# Minamiashigara

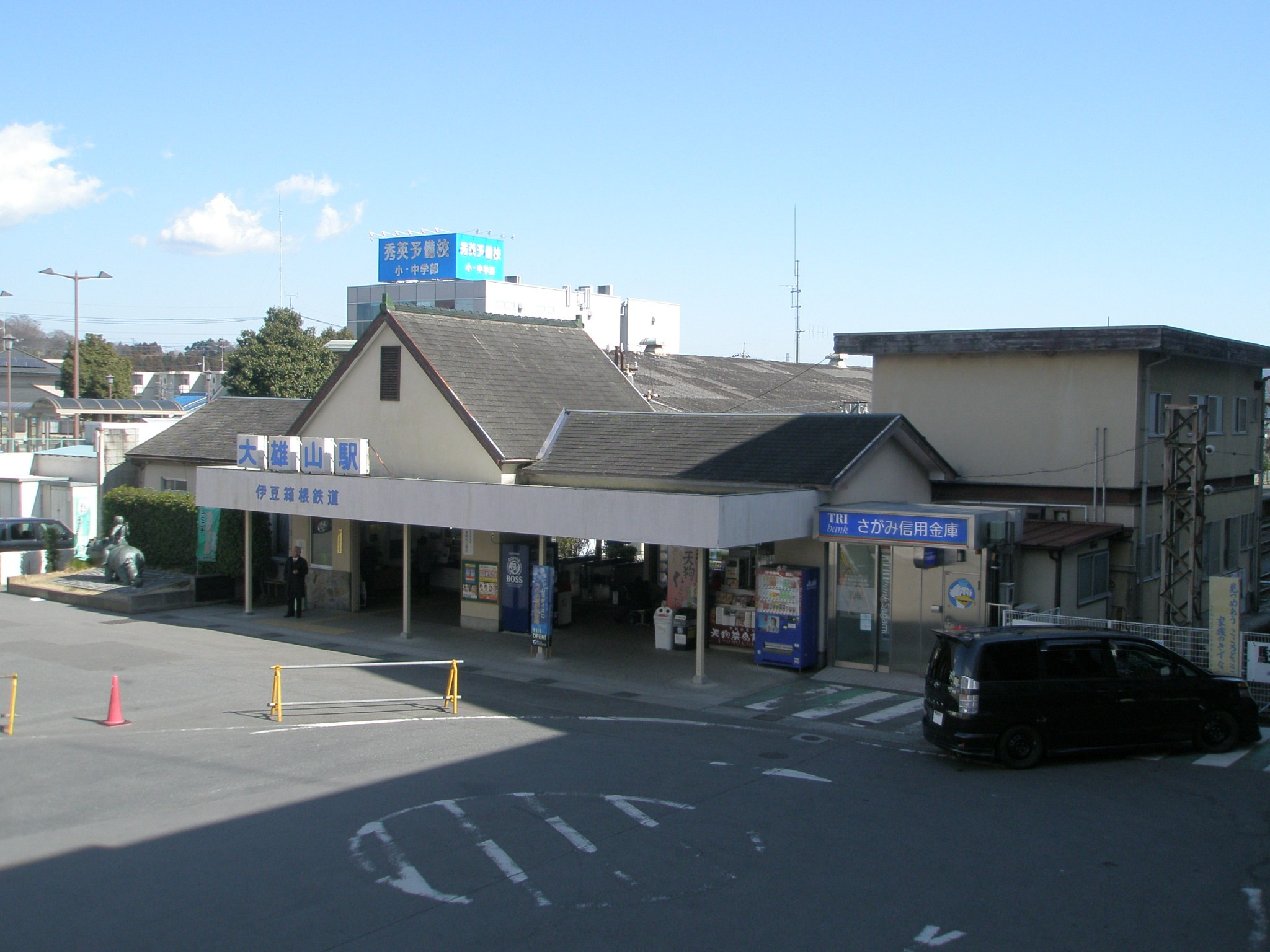
Gara Daiyuzan

Minamiashigara (南足柄市 Minamiashigara-shi?) este un municipiu din Japonia, prefectura Kanagawa.